# 푸르사트주

푸르사트 주

푸르사트주(크메르어: ខេតុពោសាត់)는 캄보디아 북서부에 위치한 주로, 주도는 푸르사트이며 인구는 397,107명(2008년 기준), 면적은 12,692km2, 인구밀도는 31.3명/km2이다. 북쪽으로는 바탐방 주, 남쪽으로는 코콩 주, 북동쪽으로는 톤레사프호와 인접해 있으며 동쪽으로는 캄퐁치낭 주, 남동쪽으로는 캄퐁스페우 주, 서쪽으로는 태국 뜨랏 주와 인접해 있다.